# Dimako
Dimako är en ort i Kamerun.   Den ligger i regionen Östra regionen, i den centrala delen av landet, 230 km öster om huvudstaden Yaoundé. Dimako ligger 649 meter över havet och antalet invånare är 8 476.
Terrängen runt Dimako är huvudsakligen platt. Dimako ligger nere i en dal. Trakten runt Dimako är mycket glesbefolkad, med 6 invånare per kvadratkilometer. Det finns inga andra samhällen i närheten. I omgivningarna runt Dimako växer i huvudsak städsegrön lövskog.